# Limoges FC
Câu lạc bộ bóng đá Limoges, được thành lập vào năm 1947, là một đội bóng đá hiệp hội Pháp có trụ sở tại Limoges, Pháp. Họ chơi ở Stade Saint-Lazare, nơi có thể chứa 3.000 người hâm mộ.
Câu lạc bộ chơi ở Giải hạng 1 từ 1958 đến 1961.
Từ năm 1997-2002, câu lạc bộ chơi ở cấp độ thứ tư của bóng đá Pháp, Championnat de France Amateur nhưng đã xuống hạng sau khi kết thúc vị trí thứ 14 trong bảng của họ. Vào cuối mùa giải 2006-07, đội phải chịu sự xuống hạng bắt buộc tới Division d'honneur (hạng 6 trong hệ thống giải đấu bóng đá Pháp). Câu lạc bộ đã chiến thắng bảng Center-Ouest (Center-West) của Division d'honneur trong mùa 2010-11 và được thăng hạng lên Championnat de France Amateur.
Vào năm 2017, câu lạc bộ đã giành được thăng hạng lên giải hạng 4 mới Championnat National 2, nhưng mặc dù đã hoàn thành vị trí thứ 12 trong nhóm của họ vào năm 2017, 18, họ đã bị xuống hạng về mặt hành chính vì một số vấn đề quản lý trong mùa giải.

## liên kết ngoài
- Website chính thức (tiếng Pháp)